# Lijst van afleveringen van Schone Schijn
Dit is een lijst met afleveringen van de Engelse televisieserie Keeping Up Appearances. De serie telt 5 seizoenen. Een overzicht van alle afleveringen is hieronder te vinden.

## Seizoen 1
| Nr. serie | Nr. seizoen | Titel van aflevering | Regie        | Schrijver  | Uitzenddatum     |  |
| --- | ----------- | -------------------- | ------------ | ---------- | ---------------- |  |
| 1 | 1           | Daddy's Accident     | Harold Snoad | Roy Clarke | 29 oktober 1990  |  |
| De vader van Hyacinth Bucket (wat zij zelf uitspreekt als "Bouquet") ligt in het ziekenhuis. Hyacinth is uiteraard van slag wanneer ze dit verneemt via haar marginale zussen Daisy en Rose. Ze voelt zich beschaamd wanneer blijkt dat haar vader gevallen is toen hij naakt op zijn fiets achter het melkmeisje reed. |             |                      |              |            |                  |  |
| 2 | 2           | The New Vicar        | Harold Snoad | Roy Clarke | 5 november 1990  |  |
| Hyacinth heeft de nieuwe dominee en diens vrouw uitgenodigd voor de thee. Tot haar ongenoegen krijgt ze bezoek van Daisy en haar man Onslow: vader werd ontvoerd door een zigeunerin. Het wordt nog erger wanneer Rose verliefd wordt op de dominee en met hem haar begrafenis bespreekt. |             |                      |              |            |                  |  |
| 3 | 3           | Stately Home         | Harold Snaod | Roy Clarke | 12 november 1990 |  |
| Hyacinth brengt een bezoek aan haar vader die inwoont bij Rose, Daisy en Onslow. Daar verneemt ze dat vader ontsnapt is via de regenpijp. Verkleed als Captain Midnight is hij naar het postkantoor om een dame te redden van een buitenaardse ontvoering. Later op de dag bezoekt Hyacinth het herenhuis "Carldon Hall" waar ze nobelen tracht te ontmoeten. Wanneer haar marginale familie daar ook opduikt, wil Hyacinth zo snel en onopvallend mogelijk vertrekken.        |             |                      |              |            |                  |  |
| 4 | 4           | The Charity Shop     | Harold Snaod | Roy Clarke | 19 november 1990 |  |
| Hyacinth is op weg naar een liefdadigheidswinkel waar men tweedehandskledij verkoopt. Onderweg stopt ze bij haar vader: een dame beweert dat vader met haar gaat trouwen. In de winkel is het norse raadslid Nugent niet opgezet met een schenking van Rose: een sexy damesslipje. |             |                      |              |            |                  |  |
| 5 | 5           | Daisy's Toyboy       | Harold Snaod | Roy Clarke | 26 november 1990 |  |
| In een poging om seksuele aandacht van Onslow te krijgen, veinst Daisy dat ze een zeventienjarige toyboy heeft. Hyacinth dwingt Elizabeth en Richard om haar te helpen bij de voorbereidingen van de vrouwenbijeenkomst. |             |                      |              |            |                  |  |
| 6 | 6           | The Christening      | Harold Snaod | Roy Clarke | 3 december 1990  |  |
| Stephanie, de dochter van Daisy, is onlangs bevallen en de dochter wordt vandaag gedoopt. Het zint Hyacinth niet dat Stephanie ongetrouwd is. Aan de kerk krijgt men het bericht dat Stephanie autopech heeft, dus gaan Hyacinth en Richard op zoek naar haar. Hun verbazing is groot wanneer Stephanie een hippie is – die met een oude bus rijdt – en dat er twee andere mannen bij haar zijn. Erger wordt het nog wanneer Stephanie zelf niet weet wie van hen de vader is. |             |                      |              |            |                  |  |

## Seizoen 2
| Nr. serie | Nr. seizoen | Titel van aflevering      | Regie        | Schrijver  | Uitzenddatum      |  |
| --- | ----------- | ------------------------- | ------------ | ---------- | ----------------- |  |
| 7 | 1           | A Strange Man             | Harold Snoad | Roy Clarke | 1 september 1991  |  |
| Hyacinth is geschokt: uit het huis van buurvrouw Elizabeth liep een man met enkel een handdoek rond zijn lenden. Hyacinth tracht de buurt te behoeden voor dergelijke verloedering. Nadat blijkt dat de man Emmet is, de broer van Elizabeth, en deze een klassiek geschoolde muzikant is, wil Hyacinth als diva een hoofdrol bemachtigen in een van zijn producties. Bij Daisy en Onslow is er alweer paniek uitgebroken: vader is ontsnapt en draagt enkel zijn militair ondergoed.                 |             |                           |              |            |                   |  |
| 8 | 2           | Driving Mrs Fortescue     | Harold Snoad | Roy Clarke | 8 september 1991  |  |
| Hyacinth en Richard geven de rijke mevrouw Fortescue, wier zus getrouwd is met een baron, een rondleiding met hun wagen doorheen hun stad om haar alzo te kunnen imponeren. Onslow, Daisy en Rose hebben autopech en Hyacinth en Richard zijn gedwongen hen een lift te geven. Met z'n allen belanden ze in een bruin café, een locatie die Hyacinth verafschuwt. Tot Hyacinth haar ongenoegen lijkt mevrouw Fortescue zich er goed te amuseren met Onslow en de rest van haar marginale familie.     |             |                           |              |            |                   |  |
| 9 | 3           | The Candlelight Supper    | Harold Snoad | Roy Clarke | 15 september 1991 |  |
| Hyacinth wil Emmet nogmaals overtuigen van haar "zangkunsten" en nodigt hem uit voor een chic avonddiner. De avond wordt verpest door een kortgejurkte Rose en twee mannen die aan de voordeur ruziën. |             |                           |              |            |                   |  |
| 10 | 4           | Hyacinth Tees Off         | Harold Snoad | Roy Clarke | 22 september 1991 |  |
| Hyacinth wordt door de majoor uitgenodigd voor een golfpartij aan hotel The Chesford Grange. Tot haar ongenoegen treft ze daar ook Daisy en Onslow aan. Zij komen Rose ophalen die met een zekere meneer Smith in kamer 210 een wild weekend hebben gehad. Hyacinth tracht er alles aan te doen om haar familiegenoten te verbergen. Daarbij komt dat de majoor zich amoureus voelt aangetrokken tot Hyacinth.                                                                                        |             |                           |              |            |                   |  |
| 11 | 5           | Problems with Relatives   | Harold Snoad | Roy Clarke | 29 september 1991 |  |
| De vader van Hyacinth is nogmaals ontsnapt en zit op de burgerlijke stand om te trouwen. Samen met buurvrouw Elizabeth gaat Hyacinth er haar vader ophalen. Omdat Hyacinth absoluut wil vermijden dat Elizabeth ziet in welk krot en achterbuurt Daisy woont, rijdt ze naar de villa van haar rijke zus Violet met het smoesje dat vader daar inwoont. Wat ze niet wist, is dat Violets man Bruce vastzit in een boom. Daarbij komt dat hij aan travestie doet en dus momenteel gekleed is als vrouw. |             |                           |              |            |                   |  |
| 12 | 6           | Onslow's Birthday         | Harold Snoad | Roy Clarke | 6 oktober 1991    |  |
| Hyacinth wil niet naar het verjaardagsfeest van Onslow tot ze verneemt dat Rose een rijke Griekse vriend heeft die met een limousine rijdt. Om indruk te maken, nodigt Hyacinth de buren uit om zo te pochen dat ze per limousine wordt opgehaald. Er ontstaat heel wat hilariteit, behalve bij Hyacinth, wanneer blijkt dat de limousine een lijkwagen is. |             |                           |              |            |                   |  |
| 13 | 7           | Singing for Emmett        | Harold Snoad | Roy Clarke | 13 oktober 1991   |  |
| Richard kan op brugpensioen, maar wil niet omdat hij dan elke dag continu zit opgescheept met Hyacinth. Emmet is een zenuwinzinking nabij nu hij Hyacinth met de piano moet begeleiden voor een zangavond in de kerk. Daarbij komt dat een verwarde Rose op die bewuste avond het optreden komt verstoren met de melding dat ze in het klooster treedt. |             |                           |              |            |                   |  |
| 14 | 8           | The Toy Store             | Harold Snoad | Roy Clarke | 20 oktober 1991   |  |
| Vader is alweer ontsnapt en heeft het speelgoed in de speelgoedwinkel – naar zijn zeggen – verbeterd. In werkelijkheid is het speelgoed beschadigd met een schroevendraaier en niet meer geschikt voor verkoop. De schade bedraagt 235 Pond Sterling. Hyacinth haar sociale status dreigt te kelderen wanneer ze bij het ophalen van haar vader raadslid Nugent tegenkomt. |             |                           |              |            |                   |  |
| 15 | 9           | The Three-Piece Suite     | Harold Snoad | Roy Clarke | 27 oktober 1991   |  |
| Hyacinth verwacht elk ogenblik een levering van een driedelig zitbank: een replica zoals er eentje in Sandringham House staat. De zitbank wordt geleverd door een firma die ook hofleverancier is en Hyacinth wil dan ook dat de hele buurt de levering aanschouwt. Echter heeft Hyacinth haar oude zitbank aan Daisy beloofd en uiteraard komt haar familie deze ophalen op hetzelfde tijdstip als de levering van het dure salon.                                                                   |             |                           |              |            |                   |  |
| 16 | 10          | A Picnic for Daddy        | Harold Snoad | Roy Clarke | 3 november 1991   |  |
| Hyacinth nodigt haar familie uit voor een picnic. Vader kan het niet laten om een joyride te maken met de wagen van Richard en Hyacinth. Er zit dan niets anders op dan vader te achtervolgen met Onslows wagen. Wanneer die auto het begeeft, is Hyacinth genoodzaakt om beroep te doen op de dominee en zijn vrouw om zo met z'n allen de achtervolging verder te zetten. Wanneer vader eindelijk tot stilstand kan worden gebracht, duikt de politie ook nog eens op.                              |             |                           |              |            |                   |  |
| 17 | 11          | The Father Christmas Suit | Harold Snoad | Roy Clarke | 25 december 1991  |  |
| Hyacinth heeft Richard gedwongen om zich als kerstman te verkleden en om in de kerk cadeautjes uit te delen aan de oude mensen. Richard en Emmet worden dronken van de sherry waardoor Elizabeth genoodzaakt is om de rol van kerstman over te nemen. |             |                           |              |            |                   |  |

## Seizoen 3
| Nr. serie | Nr. seizoen | Titel van aflevering                       | Regie        | Schrijver  | Uitzenddatum      |  |
| --- | ----------- | ------------------------------------------ | ------------ | ---------- | ----------------- |  |
| 18 | 1           | Early Retirement                           | Harold Snoad | Roy Clarke | 6 september 1992  |  |
| Een depressieve Richard keert terug van zijn laatste werkdag. Het zint hem niet dat hij toch op brugpensioen moet en daardoor vanaf nu complete dagen met Hyacinth moet doorbrengen. Hyacinth telefoneert naar de eerste minister om na te gaan welke erevermeldingen en -medaiiles Richard krijgt. Om het brugpensioen te vieren, heeft Hyacinth enkele belangrijke gasten uitgenodigd. Het feest dreigt in duigen te vallen nadat de grote, agressieve hond van Rose' laatste verovering, meneer Bartholomew, op de oprit post heeft gevat. |             |                                            |              |            |                   |  |
| 19 | 2           | Iron Age Remains                           | Harold Snoad | Roy Clarke | 13 september 1992 |  |
| Hyacinth wil met Richard op daguitstap om na te gaan of er in hun streek restanten te vinden zijn uit de ijzertijd. Hun uitstap valt in het water omdat Rose zelfmoord tracht te plegen nu meneer Bartholomew de relatie heeft stopgezet. Daarnaast wil ze enkel met de dominee spreken. |             |                                            |              |            |                   |  |
| 20 | 3           | Violet's Country Cottage                   | Harold Snoad | Roy Clarke | 20 september 1992 |  |
| Hyacinth huurt het buitenverblijf van haar rijke zus Violet. Ze wil er een barbecue houden en heeft enkele belangrijke personen uitgenodigd. Hyacinth geraakt dronken en wordt omwille van een zonneslag afgevoerd naar het ziekenhuis. |             |                                            |              |            |                   |  |
| 21 | 4           | How to Go on Holiday Without Really Trying | Harold Snoad | Roy Clarke | 27 september 1992 |  |
| Hyacinth achterhaalt dat een van haar buren een dure vakantie heeft geboekt. Om hen te overtreffen, veinst ze dat zij en Richard een nog duurdere vakantie hebben geboekt. Onslow neemt Richard naar een café om "het onverantwoordelijke genot" te proeven en ze worden uiteraard beiden dronken. Hyacinth geeft zich als vrijwilliger op om de kerk schoon te maken. Groot is haar ergernis wanneer ook Rose in minirok opduikt om alzo de dakgoten te doen. Zelf is ze vernederd als blijkt dat ze de toiletten moet reinigen.             |             |                                            |              |            |                   |  |
| 22 | 5           | Richard's New Hobby                        | Harold Snoad | Roy Clarke | 4 oktober 1992    |  |
| Richard heeft een nieuwe hobby: filmen. Hyacinth schept op dat Richard een echte filmmaker is, wat raadslid Nugent imponeert. Hyacinth nodigt enkele mensen uit om het kunnen van Richard te laten demonstreren. Daarbij komt dat Onslow zijn wagen net op die dag pech heeft voor het huis van Hyacinth en dat Richard met een politiewagen thuis wordt afgezet. |             |                                            |              |            |                   |  |
| 23 | 6           | The Art Exhibition                         | Harold Snoad | Roy Clarke | 11 oktober 1992   |  |
| Hyacinth bereidt een uitstap voor naar een kunstgalerij, maar het plan gaat niet door nu haar vader vertrokken is met de melding dat hij naar het vreemdelingenlegioen gaat. Samen met Rose en haar nieuwe vriend gaan ze op zoek naar vader, niet wetende dat alles wat in de wagen wordt gezegd, buiten kan worden gehoord omwille van een luidspreker op de wagen. Wanneer men vader vindt, tracht hij zijn liefde te verklaren aan een vrouw.                                                                                             |             |                                            |              |            |                   |  |
| 24 | 7           | What to Wear When Yachting                 | Harold Snoad | Roy Clarke | 18 oktober 1992   |  |
| Hyacinth en Richard mogen het jacht van kennissen gebruiken. Uiteraard heeft Hyacinth haar buren uitgenodigd om te kunnen pochen. Ze is teleurgesteld wanneer niet de mooie, grote, luxueuze boot aan de kade dat jacht is, maar wel het kleine vaartuig er net naast. Hyacinth wil dat Richard de boot verplaatst, maar deze drijft verder af dan verwacht. Wanneer de boot de oever raakt, valt Hyacinth overboord. Uiteraard is het bezoek getuige hoe een natte Hyacinth afdruipt.                                                        |             |                                            |              |            |                   |  |

## Seizoen 4
| Nr. serie | Nr. seizoen | Titel van aflevering         | Regie         | Schrijver  | Uitzenddatum      |  |
| --- | ----------- | ---------------------------- | ------------- | ---------- | ----------------- |  |
| 25 | 1           | A Job for Richard            | Harold Snoad  | Roy Clarke | 5 september 1993  |  |
| Hyacinth wil dat Richard solliciteert naar een directeurspositie bij een producent van diepvriesproducten. Om bedrijfsleider Millburn te imponeren, nodigt zij hem uit voor een partij golf. Onslow moet ook op het golfterrein zijn en zich voordoen als een ruige onruststoker op het ogenblik dat Millburn arriveert zodat Richard hem kan wegsturen. Dat alles loopt zoals gepland en Millburn is geïmponeerd door Richards actie. Echter, niet veel later duiken twee echte onruststokers op. Millburn vraagt Richard om deze ook te verdrijven. De poging van Richard mislukt compleet. Uiteindelijk slaat Hyacinth de onruststokers met haar handtas waardoor deze afdruipen. Ze krijgt dan prompt de job aangeboden. Richard smeekt om deze te aanvaarden, maar zij weigert omdat ze haar man niet de hele dag alleen thuis wil laten. |             |                              |               |            |                   |  |
| 26 | 2           | Country Retreat              | Harold Snoad  | Roy Clarke | 12 september 1993 |  |
| Hyacinth wil een "klein buitenverblijf" op het platteland, maar wat ze werkelijk bedoelt is "iets groots en indrukwekkend". Ze belanden bij een keuterboer met spraakgebrek die zich duidelijk voelt aangetrokken tot Hyacinth tot ergernis van de boerin. Richard geraakt met zijn benen geklemd tussen de steunbalken op de zolder. Hyacinth wordt opgejaagd door allerlei boerderijdieren. |             |                              |               |            |                   |  |
| 27 | 3           | A Celebrity for the Barbecue | Harold Snoad  | Roy Clarke | 19 september 1993 |  |
| Hyacinth organiseert een zomerbarbecue en heeft heel wat personen uitgenodigd. Nu is ze nog op zoek naar een lokale beroemdheid. Wanneer ze in een tuincentra bloemen gaat kopen, herkent ze de manager omdat ze deze eerder op televisie zag. Ze nodigt hem dan ook uit in functie van die beroemdheid. |             |                              |               |            |                   |  |
| 28 | 4           | The Commodore                | Harold Snoad  | Roy Clarke | 26 september 1993 |  |
| Hyacinth heeft zich als vrijwilliger opgegeven om een voornaam persoon van de marine op te halen aan het treinstation. Richard rijdt zijn auto vast waardoor ze de man in eerste instantie mislopen. Wanneer Hyacinth de man wel vindt, tracht hij haar onmiddellijk te verleiden. |             |                              |               |            |                   |  |
| 29 | 5           | Looking at Properties        | Harold Snoad  | Roy Clarke | 3 oktober 1993    |  |
| Vader heeft voor oproer gezorgd in het dorp en Richard moet hem ophalen. Daardoor is, tot grote vrees van Richard, Hyacinth alleen vertrokken op zoek naar een buitenverblijf op het platteland. Richard is dan ook in alle staten wanneer hij het riante gebouw ziet dat Hyacinth heeft gekozen. |             |                              |               |            |                   |  |
| 30 | 6           | Please Mind Your Head        | Harlold Snoad | Roy Clarke | 10 oktober 1993   |  |
| Hyacinth blijkt tot opluchting van Richard dan toch geen riant gebouw te hebben genomen, maar enkel een appartementje in dat gebouw. Echter is dat appartement wel heel klein en laag. Hyacinth nodigt Elizabet en Emmet uit om te paardrijden, iets wat ze zelf duidelijk niet kan. Wanneer na terugkomst Hyacinth de andere gasten begroet, geraakt Emmet met zijn hoofd klem in het te lage plafond. |             |                              |               |            |                   |  |
| 31 | 7           | Let There Be Light           | Harold Snoad  | Roy Clarke | 17 oktober 1993   |  |
| De vrijwilligers van de kerk houden hun hart vast: ze richten een verkoop in waar Hyacinth ook komt helpen. Daarbij heeft ze Richard opdracht gegeven om in de kerk electriciteitswerken uit te voeren, hoewel hij daar niets van afweet. Tot ontsteltenis van Hyacinth duiken ook Onslow, Daisy, Rose en haar seniele vader op. Laatstvernoemde denkt dat hij opnieuw in de oorlog zit. |             |                              |               |            |                   |  |

## Speciale Afleveringen
| Nr. serie | Nr. seizoen | Titel van aflevering | Regie        | Schrijver  | Uitzenddatum     |  |
| --- | ----------- | -------------------- | ------------ | ---------- | ---------------- |  |
| 32 | 1           | Sea Fever            | Harold Snoad | Roy Clarke | 26 december 1993 |  |
| Hyacinth en Richard hebben een cruise geboekt op de Queen Elizabeth 2. Omwille van file, overbalast en nog enkele andere opstroppingen komen ze te laat aan in Southampton en dienen dusdanig naar Kopenhagen te vliegen om aldaar in te schepen. Tot Hyacinths' verbijstering zijn Daisy en Onslow ook aan boord: zij hebben de reis gewonnen en worden behandeld als VIPs waardoor ze zowat overal mogen komen en 's avonds dineren met de kapitein. |             |                      |              |            |                  |  |
| 33 | 2           | Angel Gabriel Blue   | Harold Snoad | Roy Clarke | 25 december 1994 |  |
| Richard lijdt aan zwemmerseczeem. Omdat dit volgens Hyacinth niet past in hun sociale klasse, omschrijft ze de aandoening als jicht dewelke is ontstaan omwille van hun overdadig rijkelijk leven. |             |                      |              |            |                  |  |

## Seizoen 5
| Nr. serie | Nr. seizoen | Titel van aflevering         | Regie        | Schrijver  | Uitzenddatum      |  |
| --- | ----------- | ---------------------------- | ------------ | ---------- | ----------------- |  |
| 34 | 1           | The Senior Citizen's Outing  | Harold Snoad | Roy Clarke | 3 september 1995  |  |
| Hyacinth heeft zich als vrijwilliger opgegeven om de oudere bevolking te begeleiden op een daguitstap van de kerkgemeenschap. De dominee plaatst haar bij een oude, geile Italiaan en reiszieke vrouw. |             |                              |              |            |                   |  |
| 35 | 2           | The Mayor's Fancy Dress Ball | Harold Snoad | Roy Clarke | 10 september 1995 |  |
| Hyacinth en Richard zijn uitgenodigd op het verkleedbal van de burgemeester, maar zij is niet opgezet met de kostuums die Richard heeft gehuurd. Rose heeft een Poolse vriend wiens naam ze niet kan uitspreken. |             |                              |              |            |                   |  |
| 36 | 3           | Hyacinth Is Alarmed          | Harold Snoad | Roy Clarke | 17 september 1995 |  |
| Richard is hun huwelijksverjaardag vergeten. Gelukkig komt men die dag een alarminstallatie installeren en veinst hij dat dit zijn cadeau is. |             |                              |              |            |                   |  |
| 37 | 4           | A Riverside Picnic           | Harold Snoad | Roy Clarke | 24 september 1995 |  |
| Hyacinth organiseert een picnic in een riparische zone waarop ze enkele buren heeft uitgenodigd. Tegen hun zin gaan Emmet en de dominee mee. De plek waar ze normaal gezien zouden gaan eten, wordt bijgevuld met een hele hoop aarde door een grote graafmachine. De gasten moeten een eindje roeien op de rivier naar een andere plek waar ze toch nog kunnen eten. Maar voor ze daar kunnen aankomen worden Hyacinth en Richard helemaal nat gemaakt door een grijpmachine waarmee het water uitgediept wordt. |             |                              |              |            |                   |  |
| 38 | 5           | Skis                         | Harold Snoad | Roy Clarke | 1 oktober 1995    |  |
| Hyacinth heeft voor Richard zijn verjaardag ski's gekocht. Niet omdat ze gaan skiën, maar wel omdat dit mooi oogt op hun auto. Richard dient het dak van het huis van Hyacinths zus Violet en haar man Bruce te gaan herstellen. Onderweg komen ze de 2 vrouwen Pilsworths tegen en nemen ze hen mee in de auto om hen een lift te geven tot aan de bushalte, maar ze gaan even mee tot aan het huis van Hyacinths Violet en Bruce. Tot ongenoegen van Hyacinth is er een huiselijke ruzie bij Violet en Bruce.   |             |                              |              |            |                   |  |
| 39 | 6           | The Country House Sale       | Harold Snoad | Roy Clarke | 8 oktober 1995    |  |
| Richard tracht te verhinderen dat Hyacinth een bod doet op een openbare verkoop van een groot landgoed. Zijzelf wil uiteraard bieden als is het maar om te kunnen opscheppen tegenover hun buren die ook aanwezig zijn. De hond van Onslow is vermist en diens wagen werd ingenomen door een zekere mevrouw Braddock. |             |                              |              |            |                   |  |
| 40 | 7           | The Boy Friend               | Harold Snoad | Roy Clarke | 15 oktober 1995   |  |
| Nadat Hyacinth verneemt dat Emmet de musical The Boy Friend produceert, wil ze er alles aan doen om een rol te bemachtigen. Haar vader denkt dat de oorlog opnieuw gestart is en bewaakt het huis van Onslow en Daisy zo streng dat niemand het huis kan betreden noch verlaten. |             |                              |              |            |                   |  |
| 41 | 8           | A Barbecue at Violet's       | Harold Snoad | Roy Clarke | 22 oktober 1995   |  |
| Hyacinth geeft een barbecue maar het event wordt overschaduwd door het geruzie van Violet en Bruce. Daarbij komt dat haar vader paardenmest over het buffet kapt. |             |                              |              |            |                   |  |
| 42 | 9           | The Rolls Royce              | Harold Snoad | Roy Clarke | 29 oktober 1995   |  |
| Om hun buren te imponeren huurt Hyacinth een Rolls Royce. |             |                              |              |            |                   |  |
| 43 | 10          | The Hostess                  | Harold Snoad | Roy Clarke | 5 november 1995   |  |
| Hyacinth heeft een advertentie in de krant gezet met het bericht dat ze cursisten zoekt voor haar cursus etiquette. De advertentie is echter zo opgesteld dat de deelnemers denken dat Hyacinth een striptease geeft. |             |                              |              |            |                   |  |
| 44 | 11          | The Pageant                  | Harold Snoad | Roy Clarke | 25 december 1995  |  |
| Hyacinth, Richard en enkele andere vrijwilligers brengen in de kerk een toneelstuk over de Britse burgeroorlog waarin zij Henriëtta Maria van Frankrijk speelt en hij Karel I van Engeland. De andere acteurs haken af waardoor Hyacinth genoodzaakt is de rollen te geven aan Onslow, Daisy, Rose, Bruce en Violet. |             |                              |              |            |                   |  |

## Speciale afleveringen
| Nr. serie                                                                                                 | Nr. seizoen | Titel van aflevering            | Regie         | Schrijver  | Uitzenddatum     |  |
| --- | ----------- | ------------------------------- | ------------- | ---------- | ---------------- |  |
| S.E | 1           | The Memoires of Hyacinth Bucket | Harold Snoad  | Roy Clarke | 20 maart 1997    |  |
| Onslow en Daisy kijken terug op de leukste gebeurtenissen van Hyacinth uit de serie.                      |             |                                 |               |            |                  |  |
| S.E | 2           | Life Lessons from Onslow        | Harold Snoad  | Roy Clarke | 9 september 2008 |  |
| Onslow geeft levenslessen op basis van fragmenten uit de reeks.                                           |             |                                 |               |            |                  |  |
| S.E | 3           | Young Hyacinth                  | Sandy Johnson | Roy Clarke | 2 september 2016 |  |
| Eind jaren 1950 is een jonge Hyacinth Walton vastberaden om zich hogerop te begeven op de sociale ladder. |             |                                 |               |            |                  |  |